# Parafia św. Jana Ewangelisty i św. Maksymiliana Kolbe w Mińsku
Parafia św. Jana Ewangelisty i św. Maksymiliana Kolbe w Mińsku – rzymskokatolicka parafia znajdująca się w archidiecezja mińsko-mohylewskiej, w dekanacie Mińsk-Zachód, na Białorusi. Do 2014 r. w parafii posługiwali franciszkanie, obecnie pracują w niej chrystusowcy.

## Historia
Parafia została zarejestrowana w 2007 roku. Nawiązuje do historii kościoła św. Jana Bożego i klasztora Bonifratrów w Mińsku, istniejących od 1703 r., zniszczonych po 1863 r. Jednym z fundatorów klasztoru bonifratrów w Mińsku był w 1700 roku Teodor Antoni Wańkowicz. Od marca 2010 roku parafia posiada tymczasową drewnianą kaplicę znajdującą się na osiedlu Dąbrówka (Kuncewszczyzna). 22 maja 2010 r. kaplicę poświęcił arcybiskup Tadeusz Kondrusiewicz. 